# 노무라 슈헤이
노무라 슈헤이(일본어: 野村 周平, 1993년 11월 14일 ~ )는 일본의 배우이다.
효고현 출신. 아뮤즈 소속.

## 내력
2009년, 부친이 응모한 아뮤즈 전국 오디션 2009 〈THE PUSH!맨~당신 주변의 잘 나가는 아이 모집~〉에서, 응모자 31514명 중 그랑프리를 수상해, 아뮤즈에 소속. 〈상금이 나오니까〉라며 부친이 타이른 응모였다.
2010년 2월 12일, 공식 블로그를 개설.

## 인물
- 연예계 데뷔 전에는 스노보드 선수로서 활동해, 많은 대회에서 상을 받았다[2].
- 중국인과의 혼혈이기 때문에, 중국어로 말할 수 있다[5].
- 취미는 야구, 보이스 퍼커션, 성대모사, DJ[2].
- 호리코시 고등학교 졸업.

## 출연

### 드라마
- 신선조 PEACE MAKER (2010년 1월 20일 ~ 3월 24일, MBS) - 키타무라 스즈 역
- 프로 골퍼 하나 (2010년 4월 8일 ~ 7월 8일, 요미우리 TV) - 노미야 리쿠 역
- 천사의 몫 (2010년 7월 6일 ~ 8월 3일, NHK) - 키타무라 코타 역
- 해머 세션! (2010년 7월 10일 ~ 9월 18일, TBS) - 에비하라 켄 역
- 머나먼 날의 행방 (2011년 3월 13일, WOWOW) - 칸다 타카시 역
- 고교생 레스토랑 (2011년 5월 7일 ~ 7월 2일, 닛폰 TV) - 나카무라 코이치 역
- 대하드라마 타이라노 키요모리 제6화 (2012년 2월 12일, NHK) - 슌야(소년 시절) 역
- 블랙 보드~시대와 싸운 교사들~ 제1밤 (2012년 4월 5일, TBS) - 이소베 히로마사 역
- 연속 TV 소설 우메 짱 선생님 제19주 ~ 최종주 (2012년 8월 9일 ~ 9월 29일, NHK) - 사토 미츠오 역
  - 우메 짱 선생님~결혼 못하는 남자와 여자 스페셜~ (2012년 10월 13일 ~ 20일, NHK BS 프리미엄)
- 검은 여교사 제7화 (2012년 8월 31일, TBS) - 이이즈카 나오키 역
- GTO 제10화 ~ 최종화 (2012년 9월 4일 ~ 11일, 칸사이 TV) - 시부야 쇼 역
- 미야베 미유키 미스터리 퍼펙트 블루 제9화 ~ 최종화 (2012년 12월 3일 ~ 17일, TBS) - 모로오카 카츠히코 역
- 소돔의 사과~롯을 죽인 딸들 (2013년 3월 23일 ~ 4월 13일, WOWOW) - 시모무라 토시야(소년 시절) 역
- 35세의 고교생 (2013년 4월 13일 ~ 6월 22일, 닛폰 TV) - 유카와 오사무 역
- 형사의 눈빛 제1화 (2013년 10월 7일, TBS) - 마에다 유마 역
- 내가 있었던 시간 (2014년 1월 8일 ~ 3월 19일, 후지 TV) - 사와다 리쿠토 역
- 젊은이들 2014 (2014년 7월 9일 ~ 9월 24일, 후지 TV) - 사토 타다시 역
- 사랑하는 사이 (2015년 7월 ~ 9월, 후지 TV) - 아오이 쇼타 역
- 기묘한 이야기 25주년 기념! 가을 2주 연속 SP~걸작 부활 편~ 〈이마키요상〉 (2015년 11월 21일, 후지 TV) - 주연·타카다 역
- 프래자일 (2016년 1월 ~ 3월, 후지 TV) - 모리이 히사시 역
- 몽타주 삼억 엔 사건 기담 (2016년 6월 25일 ~ 26일, 후지 TV) - 카와사키 유다이 역
- 좋아하는 사람이 있다는 것 (2016년 7월 ~ 9월, 후지 TV) - 시바사키 토마 역

### 영화
- 만약 고교야구의 여자 매니저가 드러커의 《매니지먼트》를 읽는다면 (2011년, 토호) - 타무라 하루미치 역
- 탐정은 BAR에 있다 (2011년, 토에이)
- 천국에서의 성원 (2011년, 아스믹 에이스) - 나카무라 키요시 역
- 라모 트립 〈크롤링 킹 스네이크〉 (2012년, 도쿄 예술 대학) - 하야시 고로 역
- 수프~환생 이야기~ (2012년, 도쿄 테아트르) - 미카미 나오유키 역
- 에노시마 프리즘 (2013년, 비디오 플래닝) - 키지마 사쿠 역
- 남자 고교생의 일상 (2013년, 쇼게이트) - 요시타케 역
- 퍼즐 (2014년, KADOKAWA) - 유아사 시게오 역
- 고래가 있던 여름 (2014년, 유나이티드 엔터테인먼트) - 주연·츄야 역
- 히비 락 (2014년, 쇼치쿠) - 주연·히비누마 타쿠로 역
- 불량소녀, 너를 응원해! (2015년, 토호) - 모리 레이지 역
- 사랑을 쌓는 사람 (2015년, 아스믹 에이스/쇼치쿠) - 토오루 역
- 라이치☆히카리 클럽 (2015년, 닛카츠) - 주연·타미야 역
- 치하야후루 (2016년, 토호) - 마시마 타이치 역
- 모리야마 중학교 교습소 (2016년, 팬텀 필름) - 주연·사토 역
- 뮤지엄 (2016년, 워너 브라더스 영화) - 니시노 역
- 사쿠라다 리셋 (2017년, 쇼게이트) - 주연·아사이 케이 역
- 22년 후의 고백 (2017년) - 조연·
- 테이이치의 나라 (2017년) - 토고 키쿠마 역
- 비블리아 고서당 사건 수첩 (2018년) - 주연·다이스케 고우라 역
- 치하야후루 무스비 (2018년) - 주연·마시마 타히치 역
- 러브X독 (2018년) - 주연·

### 극장 애니메이션
- 태풍의 노루다 (2015년, 토호) - 히가시 슈이치 역

### 무대
- 너의 자리는, 나의 자리 (2010년 3월 24일 ~ 29일, 극장 HOPE) - 주연
- 오노데라의 남동생·오노데라의 누나 (2013년 7월 12일 ~ 8월 28일, 도쿄/오사카) - 이치카와 켄고 역
- 금단의 나체 (2015년 4월 4일 ~ 30일, 도쿄/오사카)

## 수상
- 제10회 오사카 시네마 페스티벌 신인 남우상 (《고래가 있던 여름》 《히비 락》)
- 제7회 TAMA 영화상·최우수 신진 남우상 (《사랑을 쌓는 사람》 《히비 락》 《꼴지 갸루》 《태풍의 노루다》)
- JAPAN ACTION SPORTS AWARDS 2016 SPECIAL AWARD